# Academia Orleanense de Letras
A Academia Orleanense de Letras (ACOL) é a entidade literária máxima da cidade catarinense de Orleans. Foi fundada em 7 de setembro de 1981, com o lema Escrever Sempre.
A academia, foi declarada entidade de utilidade pública pela Assembleia Legislativa de Santa Catarina através da Lei Ordinária Nº 6500, de 11 de dezembro de 1984. 
No ano de 2016 já tinha lançado 24 livros.
A "ACOL" é a segunda academia mais antiga do Estado de Santa Catarina.